# Hauptstraße
La Hauptstraße (nel periodo 1946–1991 Straße der Befreiung) è una delle strade pedonali più importanti di Dresda. Dalla Blockhaus alla Fontana Artesiana su Albertplatz, la strada costeggia l'ex Altendresden, la parte occidentale dell'odierna Innere Neustadt.

## Posizione

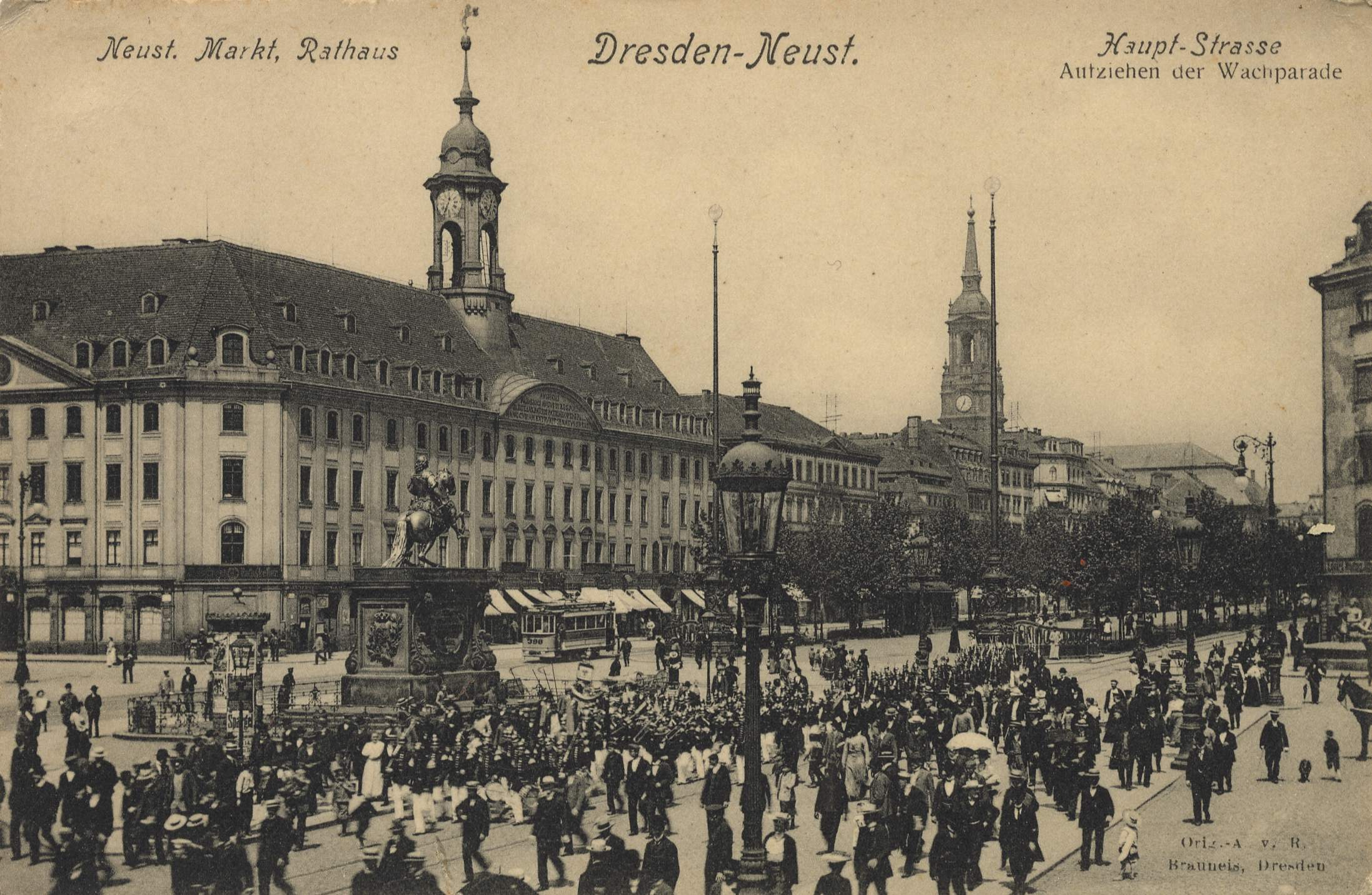
Neustädter Markt, che sfocia nella Hauptstraße con il Neustädter Rathaus, intorno al 1900.

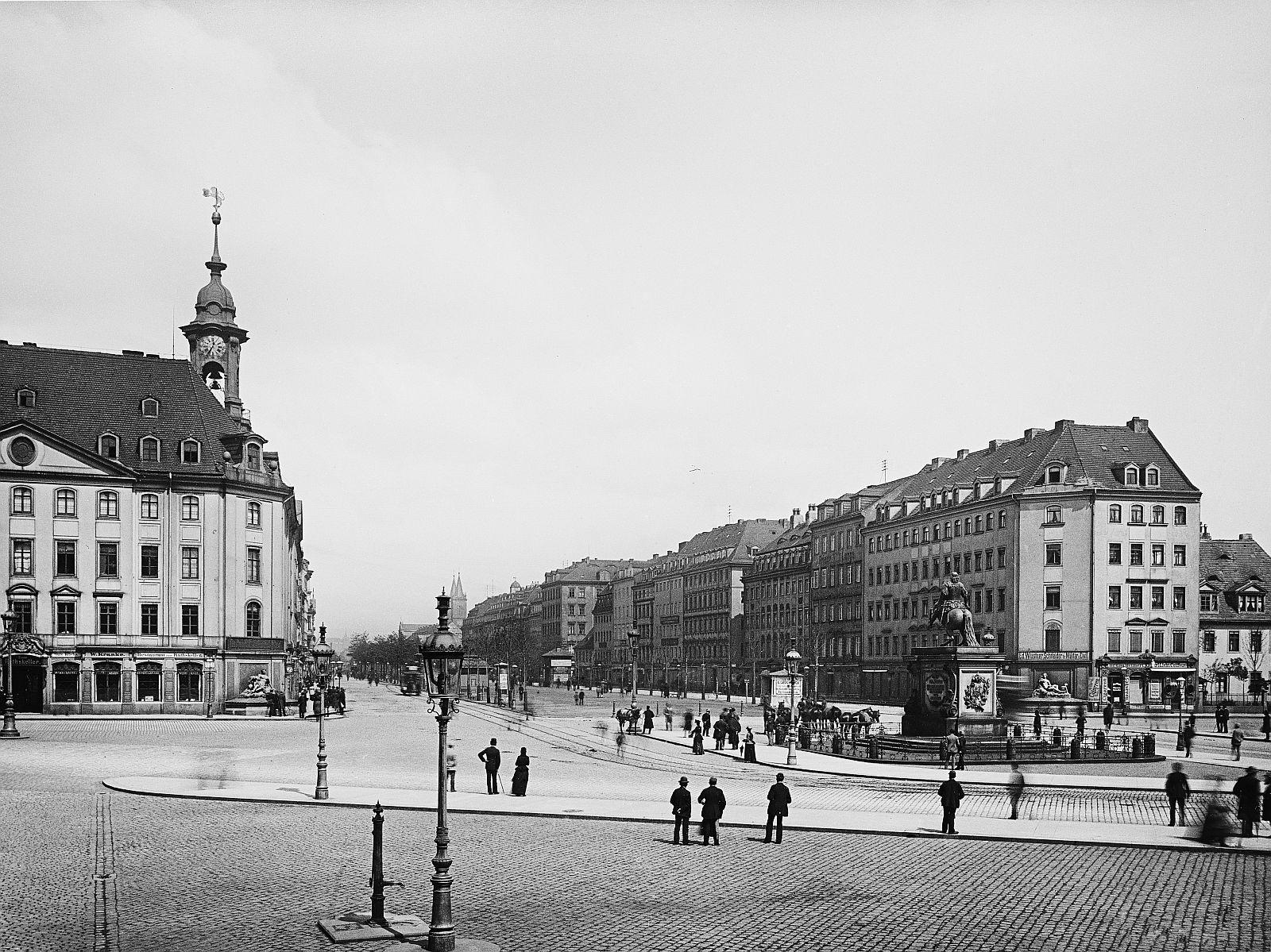
Vista sul Neustädter Markt con il municipio nella Hauptstraße, prima del 1893

La Hauptstraße collega il Neustädter Markt con l' Albertplatz. Come prolungamento del Ponte Augusto, è il cuore della nuova città interna. L'intera Hauptstraße è una zona pedonale, che è attraversata solo da due strade più piccole al livello della Dreikönigskirche. Accanto a lei corrono Königstraße e Albertstrasse, con le quali si incontra nell'Albertplatz.

## Storia

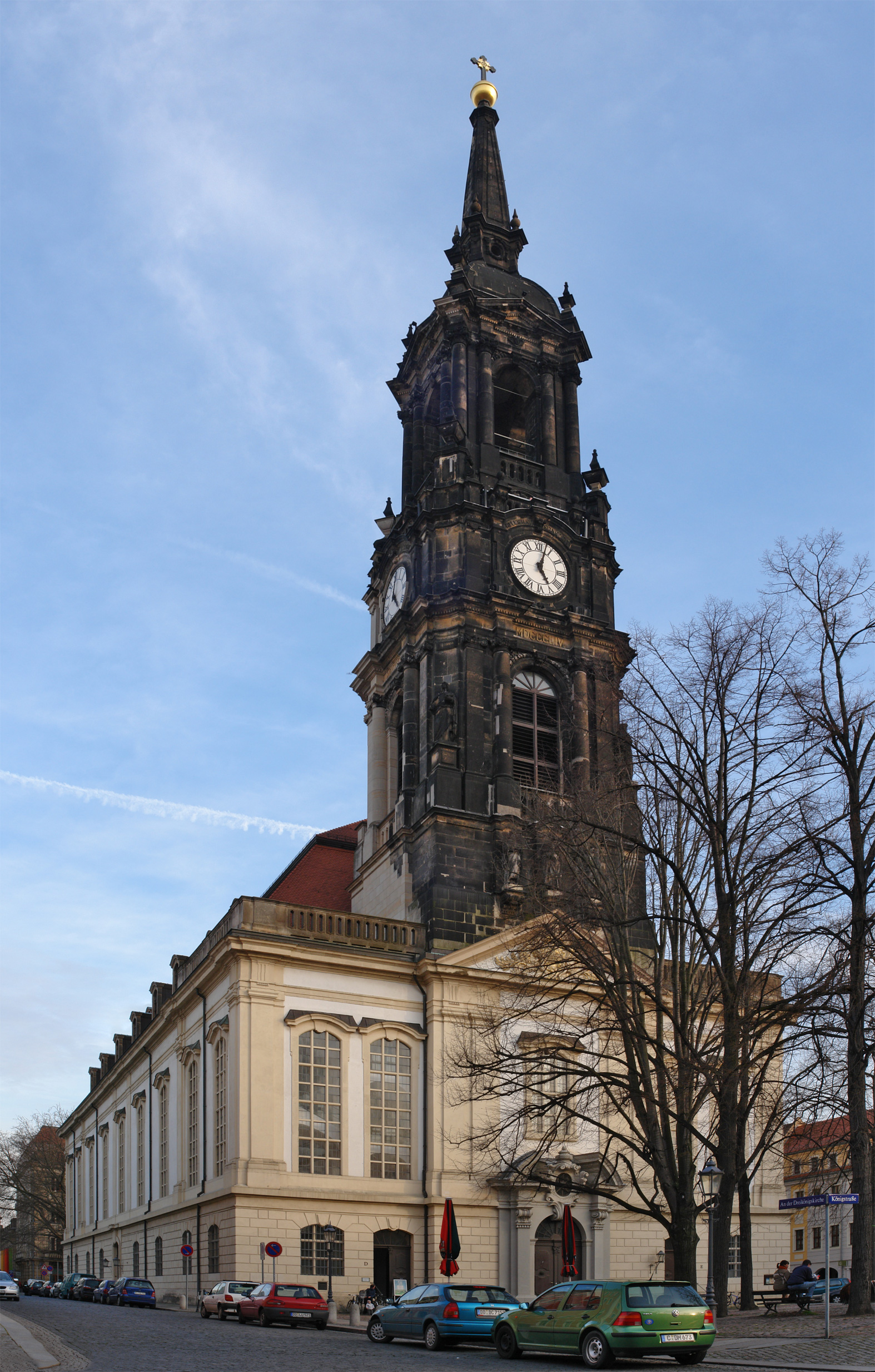
Dreikönigskirche

La Hauptstraße fu costruita dal 1687 al 1732 su progetto di Wolf Caspar von Klengel, come una delle strade più importanti della ricostruita Altendresden, e correva verso nord fino all'allora Porta Nera o Porta Bautzner (oggi Albertplatz). La strada lunga 400 metri era larga 57 metri a Neustädter Markt e 38 alla Porta Nera. Questo dava l'impressione di un viale senza fine dal Ponte di Augusto, e dalla Porta Nera sembrava una piazza enorme. Il precedente edificio della Dreikönigskirche dovette essere demolito per la costruzione della strada. L'Inner Neustädter Friedhof, che in precedenza si trovava nell'area della Hauptstrasse, venne trasferito nel quartiere Scheunenhof di fronte alle porte della città. Nel 1732 la strada fu piantumata con alberi di tiglio su due file.
La maggior parte dei vecchi edifici furono distrutti nei bombardamenti del 1945. La ricostruzione, tuttavia, ha avuto una priorità inferiore rispetto al centro storico ed è stata eseguita solo tra il 1974 e il 1980. Il vecchio concetto di strada è stato abbandonato, il traffico è stato diretto su Große Meißner Straße e la strada è stata ampliata per diventare un'arteria pedonale. Venne aperta al pubblico il 5 ottobre 1979. Per gli alberi sono stati scelti platani.
Nel corso del generale abbandono della nuova pianificazione, il blocco delle strade di accesso al quartiere barocco ancora conservato, a ovest della Hauptstrasse, si è rivelato un errore urbanistico. Nel caso di Heinrichstrasse, questo è stato corretto nel 2012 demolendo i relativi edifici prefabbricati su Hauptstrasse e quindi ricostruendo in linea con la struttura dell'edificio originale. Un'apertura della Rähnitzgasse, anch'essa delimitata, a Neustädter Markt è auspicabile in termini di pianificazione urbana, ma non è stata ancora realizzata.

## Architettura e disegno artistico

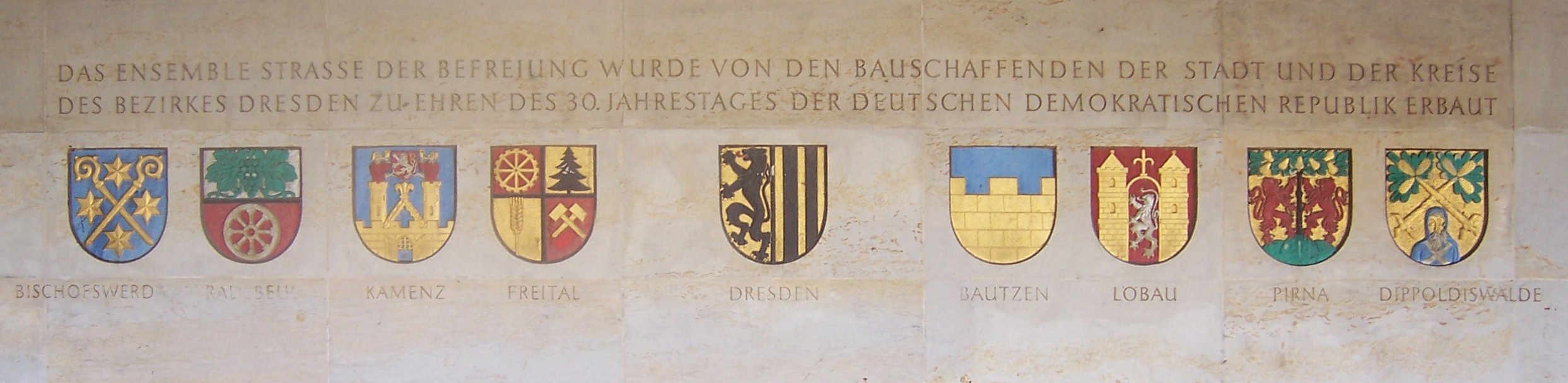
Ricordo della ricostruzione con gli stemmi di Bischofswerda, Radebeul (come la più grande città nel distretto di Dresda-Land), Kamenz, Freital, Dresda, Bautzen, Löbau, Pirna e Dippoldiswalde

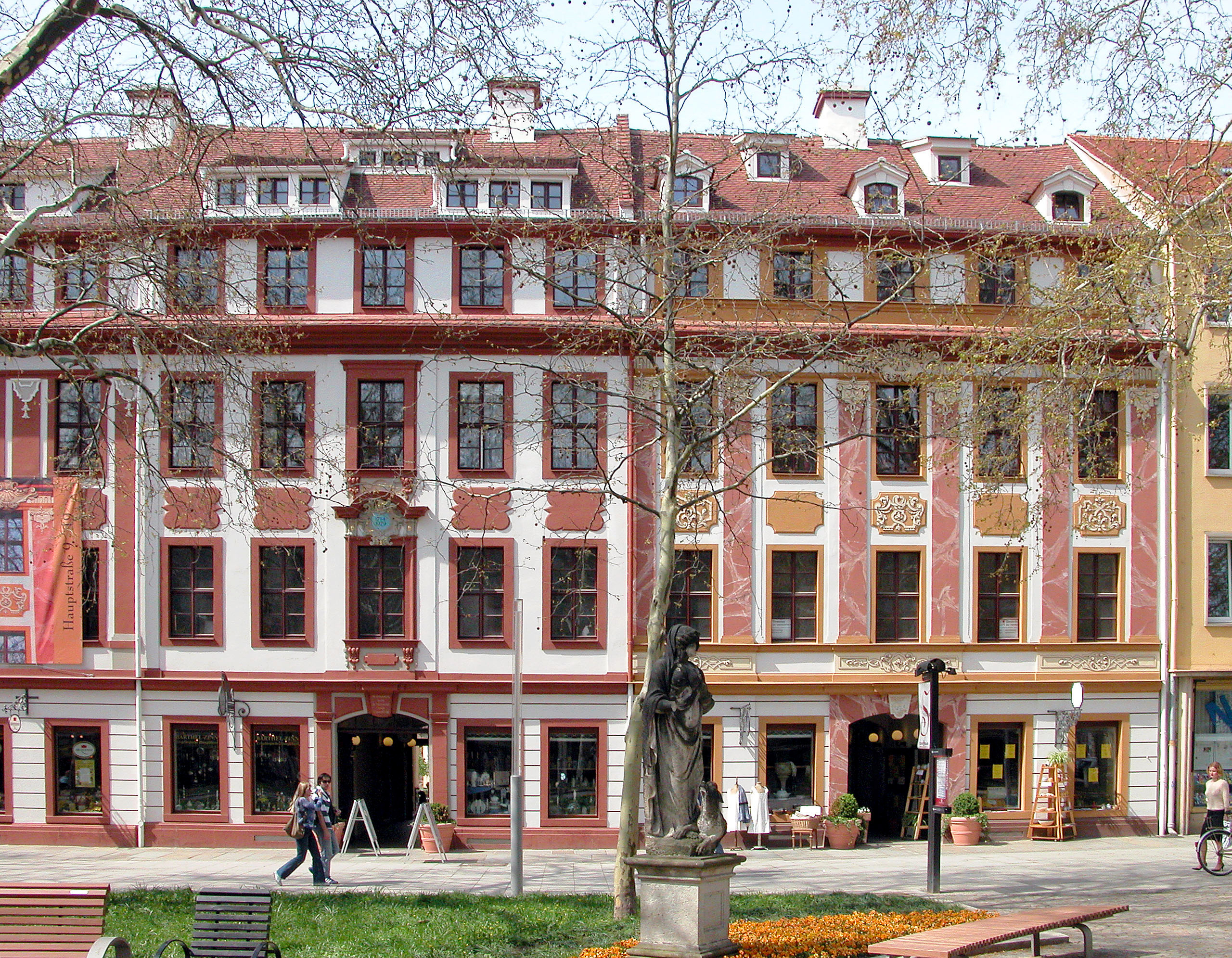
Hauptstrasse 17 e 19, case di Johann Benjamin Thomae e Johann Christoph Knöffel

La maggior parte della strada oggi è fiancheggiata da edifici residenziali di cinque piani, in costruzione prefabbricata con negozi al piano terra. Sul lato occidentale, il vecchio tessuto edilizio del XVIII secolo è stato conservato integro. All'inizio della strada, sul lato orientale, sul fronte delle case sono stati inseriti gli stemmi delle città distrettuali di alcuni quartieri dell'ex distretto di Dresda e una nota di ringraziamento per la ricostruzione della "Strada della Liberazione".
A metà della Hauptstraße si trova il nuovo edificio della Dreikönigskirche. Di fronte c'è la Neustädter Markthalle.
All'ingresso sud della Hauptstraße furono installate due fontane create da Johann Benjamin Thomae e Johann Gottfried Knöffler dal 1739 al 1741. Prima che Dresda fosse distrutta, queste fontane si trovavano a Neustädter Rathaus. Anche all'ingresso sud della strada ci sono due pennoni di bronzo alti 20 metri. Heinrich Epler li creò nel 1893 per commemorare la visita del Kaiser Guglielmo I a Dresda. Hanno ciascuno un'immagine in rilievo di Guglielmo I e del re sassone Alberto. La balaustra e le panchine sono in granito svedese. Il modello per questi pennoni furono due altri, del XVI secolo, presenti a Venezia e opera di Alessandro Leopardi. Nella casa in Hauptstrasse 9, due pannelli ricordano Ernst Traugott Tischer che visse in questa casa dal 1869 al 1873 e che fu patrocinatore dell'ospedale comunitario di Dresda. Il rilievo del suo ritratto, che misura 70 x 59 centimetri, è stato creato da Max Geissler nel 1898. Vinzenz Wanitschke ha creato la tavola aggiuntiva (49 xr 58 centimetri). Entrambi i pannelli sono stati inaugurati il 22 maggio 1996.
Durante la ricostruzione, nel 1979, sono state aggiunte otto figure barocche in arenaria, che un tempo si trovavano nello Zwinger, collocate in due gruppi di quattro nell'asse centrale della Hauptstraße. Queste sono statue di Johann Baptist Dorsch, Thaddäus Ignatius Wiskotschill e Johann Ferdinand Feige. Inoltre, sono state installate due copie di vasi barocchi realizzate da Werner e Christian Hempel e un orologio. A livello della confluenza del fosso superiore è presente un pozzo in arenaria del diametro di quattro metri, restaurato nel 1982/1983.
A est degli edifici prefabbricati ci sono sculture in gres di Dieter Graupner del 1977 di fronte a una struttura per bambini - un gruppo di puledri e farfalle.
L'estremità settentrionale è l'ultima parte completata della Hauptstraße. Gli edifici prefabbricati sono stati ristrutturati negli anni 2000 e hanno nuove facciate. Nel corso di questo lavoro, sono stati installati nuovi giochi d'acqua. Il monumento a Schiller, eretto da Selmar Werner nel 1913, si trova a pochi metri di distanza. È realizzato in marmo bianco di Lasa e mostra la figura del poeta circondata da un muro di marmo all'altezza della vita. All'interno del muro ci sono nove rilievi con raffigurazioni di opere Friedrich Schiller. Al primo piano delle estremità, orientale e occidentale, degli edifici prefabbricati ci sono ristoranti, e di fronte al ristorante occidentale "Am Thor" c'è la scultura in bronzo "Alter Bock auf Pillar" di Peter Fritzsche del 1985.
In memoria del mozambicano Jorge Gomondai, vittima di un attacco xenofobo nei pressi della città, nel 1991, la fine della Hauptstraße è stata ribattezzata Jorge-Gomondai-Platz nel marzo 2007.
Il Kügelgenhaus, Museo del romanticismo di Dresda, si trova in Hauptstraße 13. Porta ancora l'iscrizione in grandi lettere dorate: "An Gottes Segen ist alles gelegen" ("Tutto dipende dalla benedizione di Dio"). È stato costruito tra l'inizio e la metà del XVIII secolo dal conte Zinzendorf. Ci sono due musei lungo la strada: il Museo dell'Automobile e il Museo del calcio. Anche i musei dello Jägerhof e della Kunsthaus Dresden si trovano nelle immediate vicinanze.

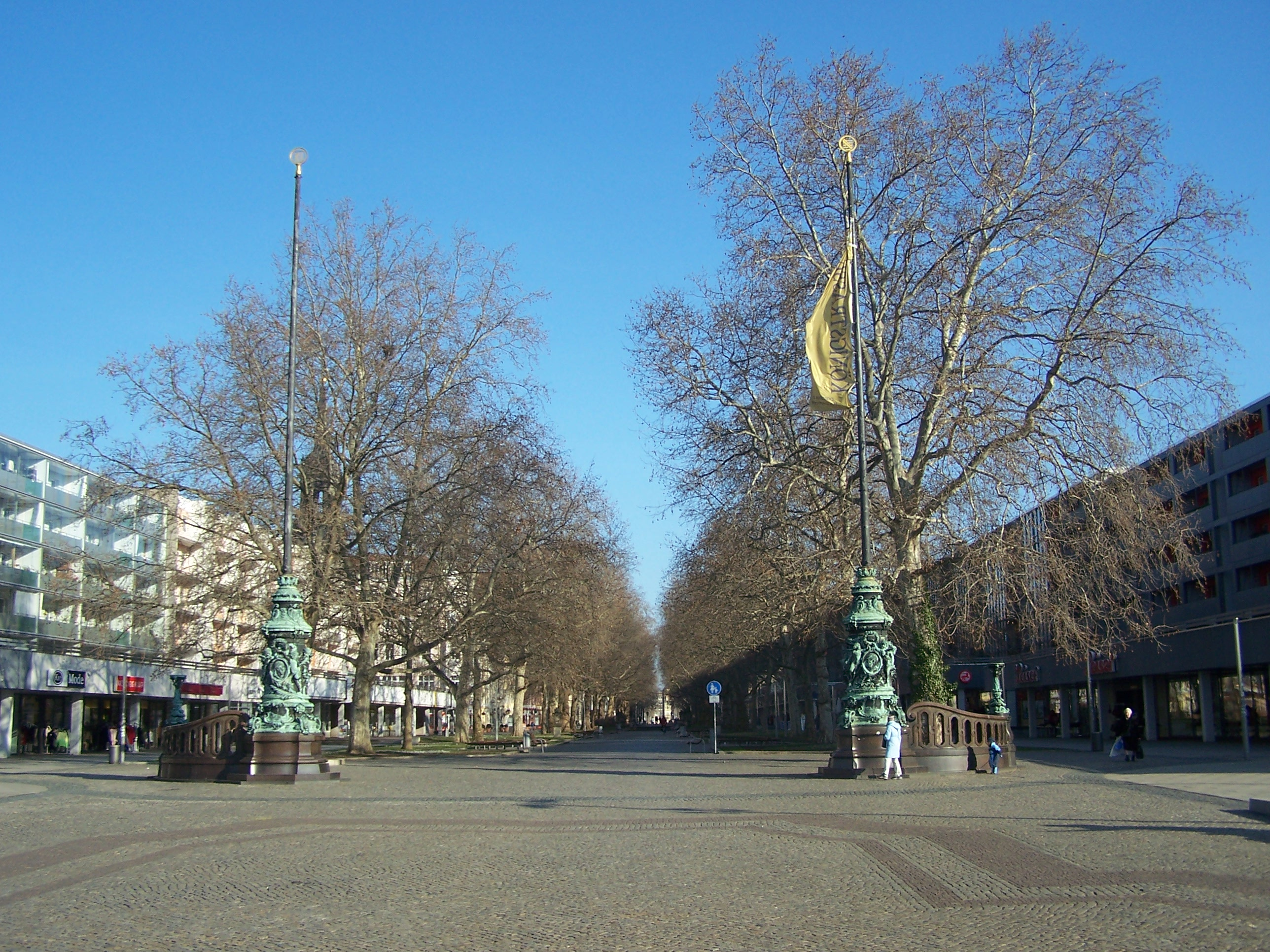
Aste porta bandiera all'ingresso della Hauptstraße
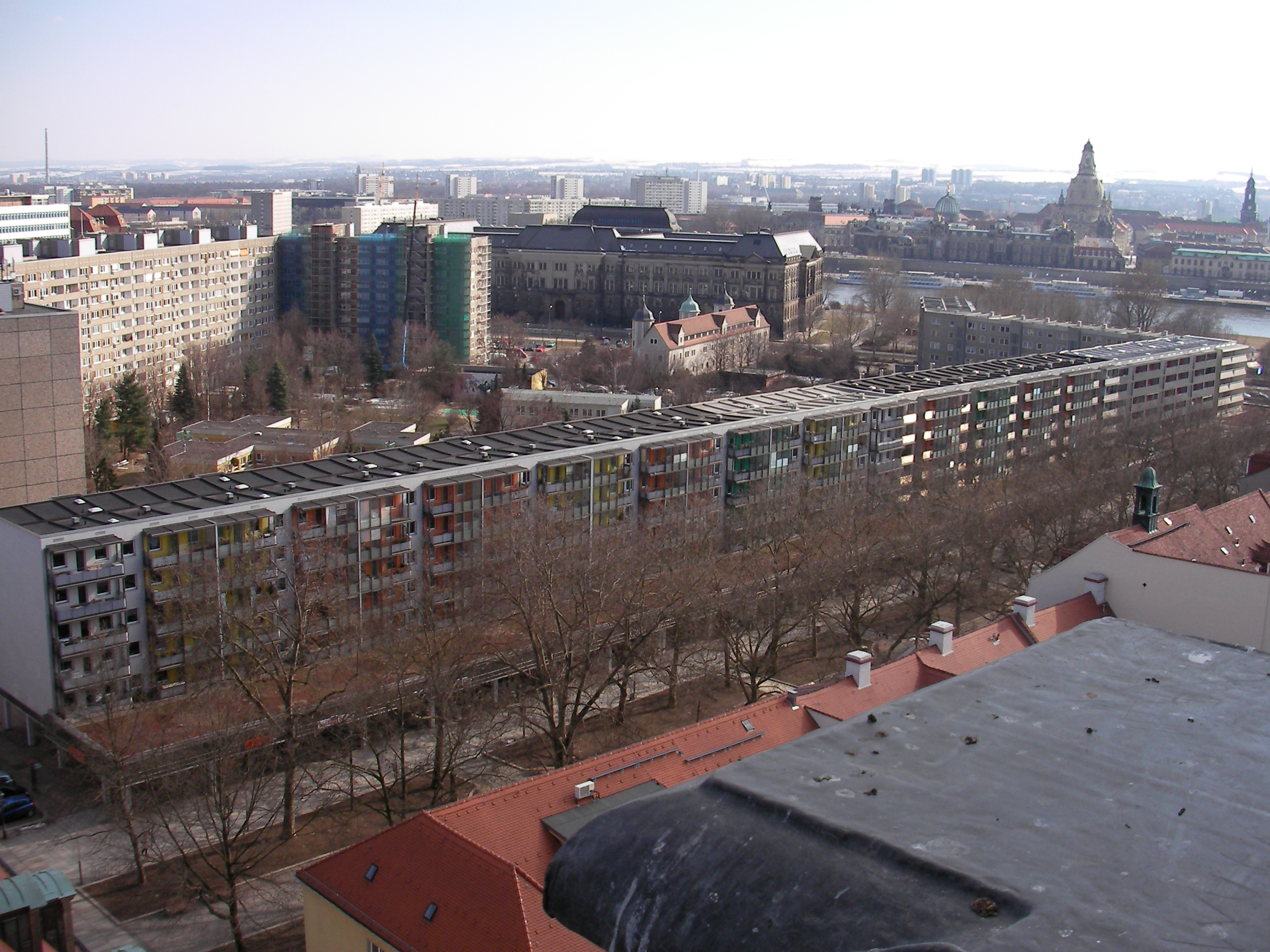
Vista della parte meridionale della Hauptstraße dalla torre della Dreikönigskirche
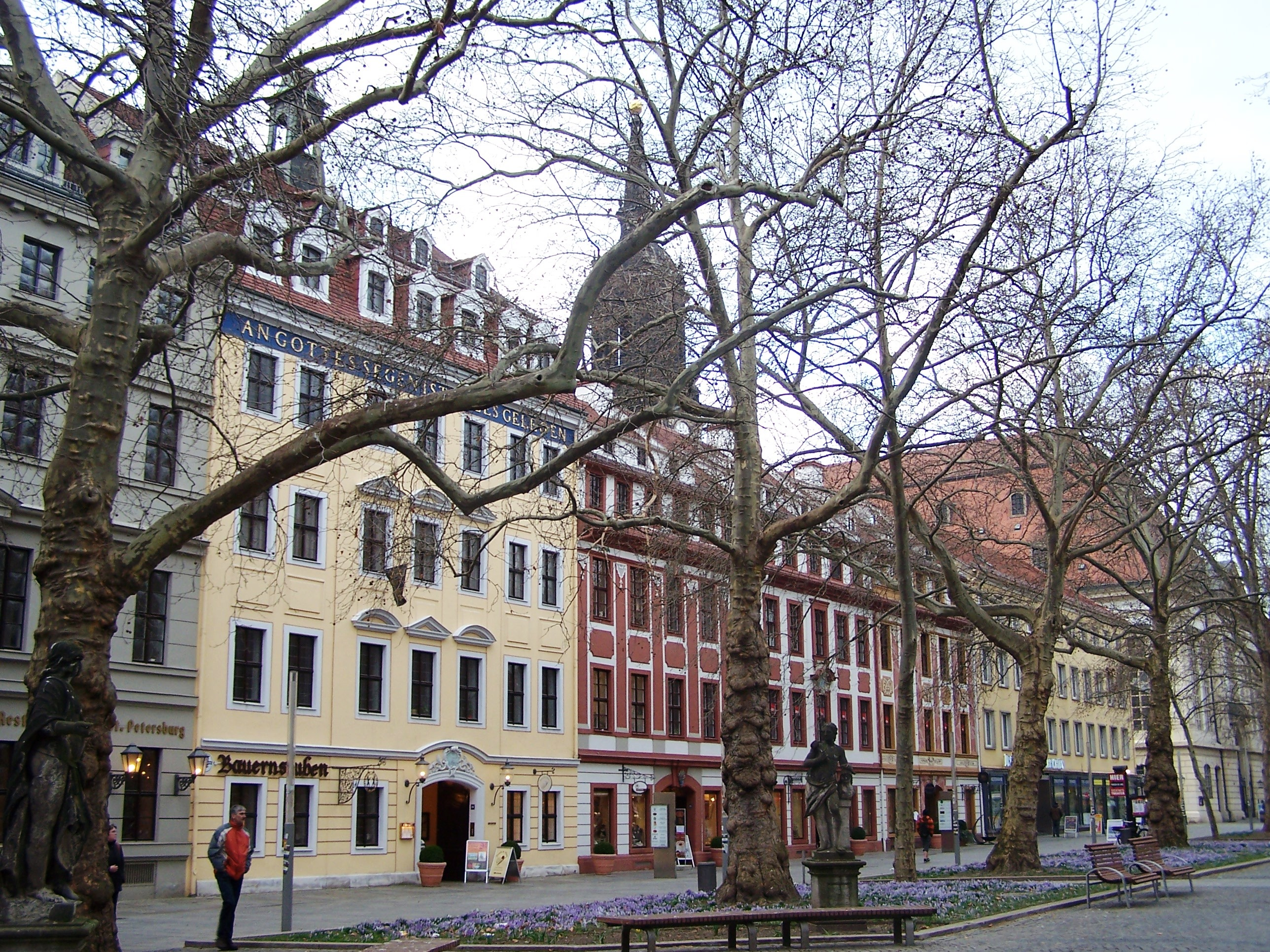
Kügelgenhaus - Museo del romanticismo di Dresda
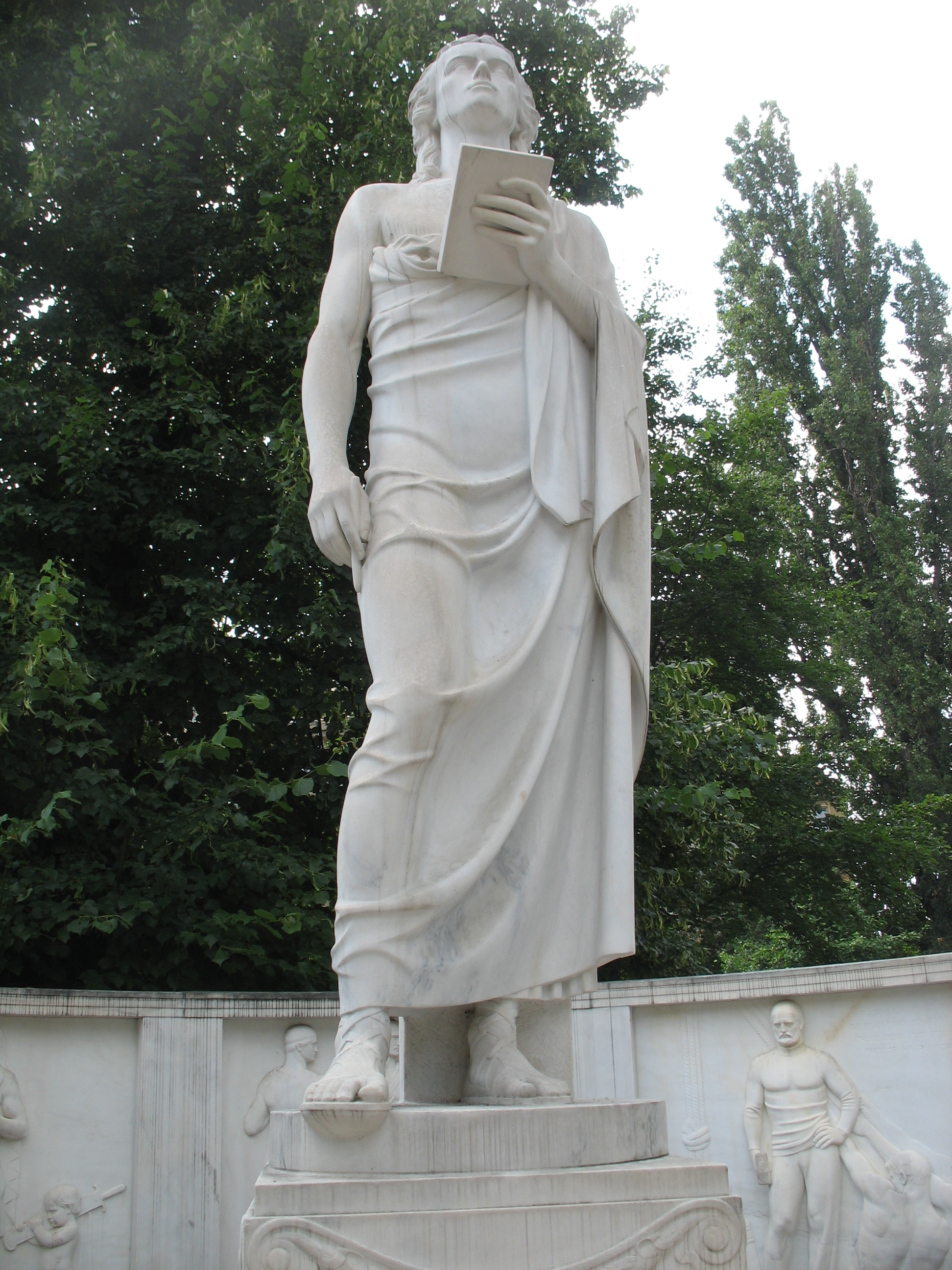
Monumento a Schiller di Selmar Werner